# Cratere Druzhba
Druzhba è un cratere sulla superficie di Marte.